# Richard Schubert
Richart Schuberd, křtěný Richard Johann Josef (18. prosince 1876, Mohelnice, Rakousko-Uhersko – 3. května 1915 Ujście Jezuickie, Rakousko-Uhersko) byl sudetoněmecký paleontolog.

## Život
Studoval na gymnáziu v Olomouci a v rakouském městě Melk. Přírodní vědy poté studoval na německé univerzitě v Praze; v roce 1900 získal doktorát v oblasti geologie. Po skončení studií se stal geologem v Říšském geologickém ústavu ve Vídni, kde působil až do své smrti. Zabýval se jak mapováním, tak i mikropaleontologií.
Do roku 1908 prováděl v Dalmácii rozsáhlé mapování terénu, v rámci něhož vyhotovil šest velmi podrobných map. O místních geologických poměrech vydal několik prací, vč. jedné v srbochorvatštině. V mikropaleontologii se stal odborníkem na problematiku dírkonošců, které podrobně popsal. Procestoval řadu zemí světa, podrobně např. Indonésii. Některé z jeho prací se věnovaly geologickým poměrům na střední Moravě, především v oblasti Mohelnice.
Po vypuknutí první světové války byl Schubert odvelen na východní frontu. Zde se stal velitelem roty, na podzim roku 1914 byl při boji zraněn. Následně se vrátil zpět na bojiště. Během bojů v roce 1915 zahynul v místě soutoku Visly a Dunajce.